# 美式懸罪 (第二季)
《美式懸罪》第二季（American Crime Season 2）於ABC自2016年1月6日播至2016年3月9日，全季共10集。
本季搶先於2015年12月17日在網路上首播，並於2016年1月6日正式在ABC首播。第1季部分演員將回歸本季，飾演不同角色，同時也會加入新演員。2016年5月12日，ABC宣布續訂第3季。

## 故事
故事背景發生在印第安納州印第安納波利斯，講述一所公立高中男學生泰勒·布蘭控告一所貴族學校裡的明星籃球隊員凱文·拉克洛與艾瑞克·泰納在一場派對上，對他下藥並侵犯他後，還將當時的照片放到社群網站上。而這起事件引起全美軒然大波，但案情卻像滾雪球般，情況日趨複雜，進而引爆了性取向及社經地位差距的爭議。

## 製作

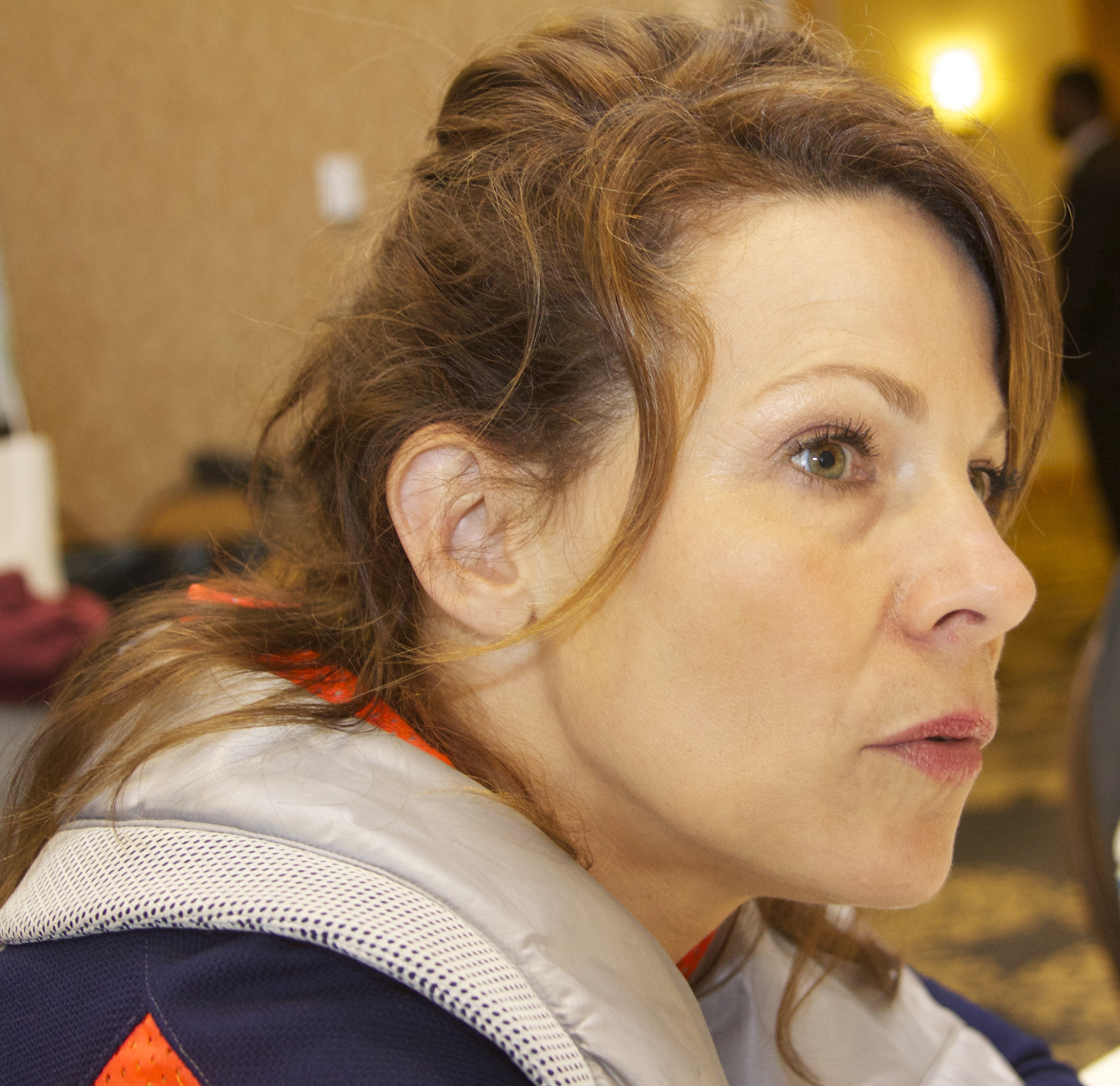
莉莉·泰勒被提升為主演

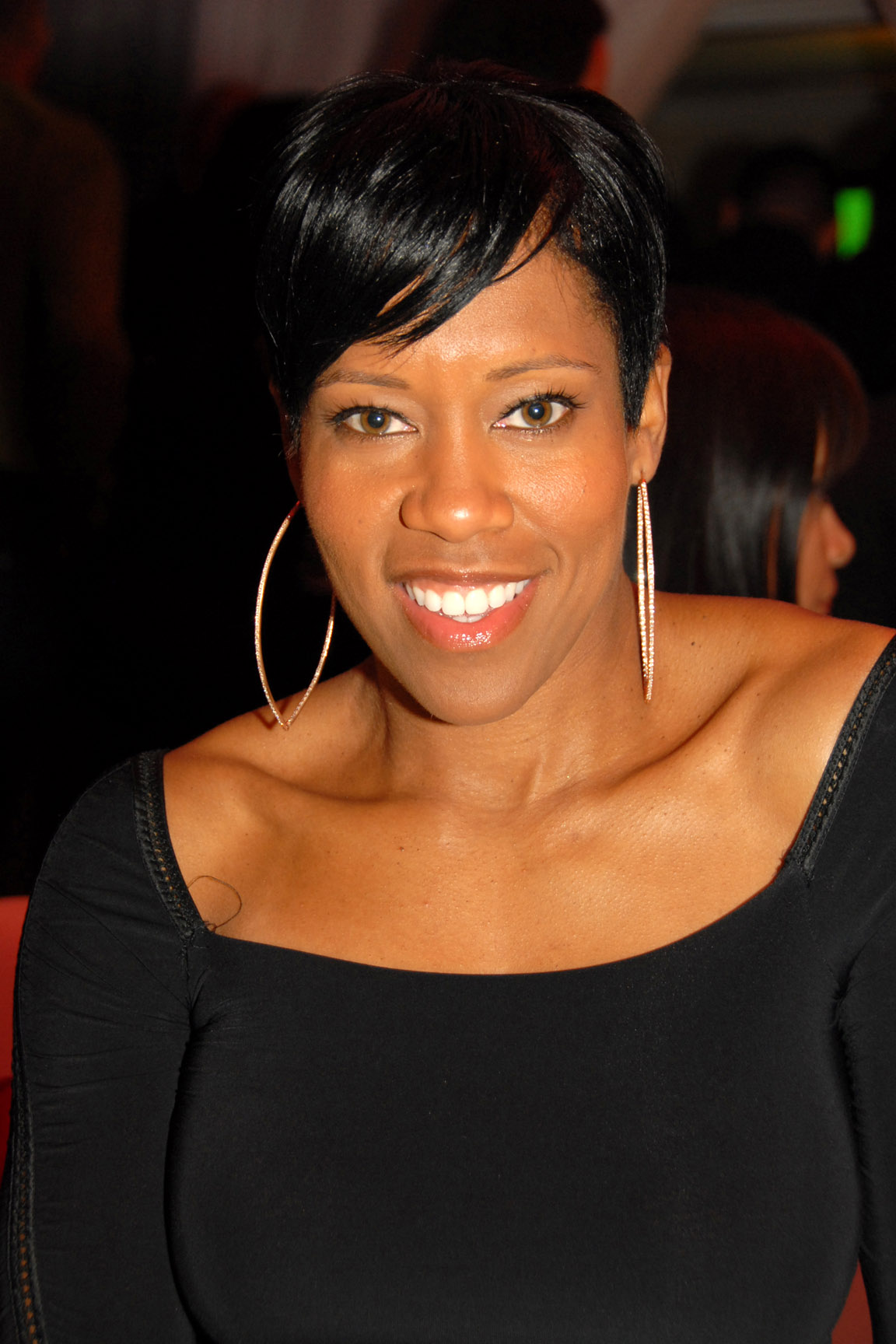
榮獲第67屆黃金時段艾美獎的蕾吉娜·金恩被提升為主演

### 開發

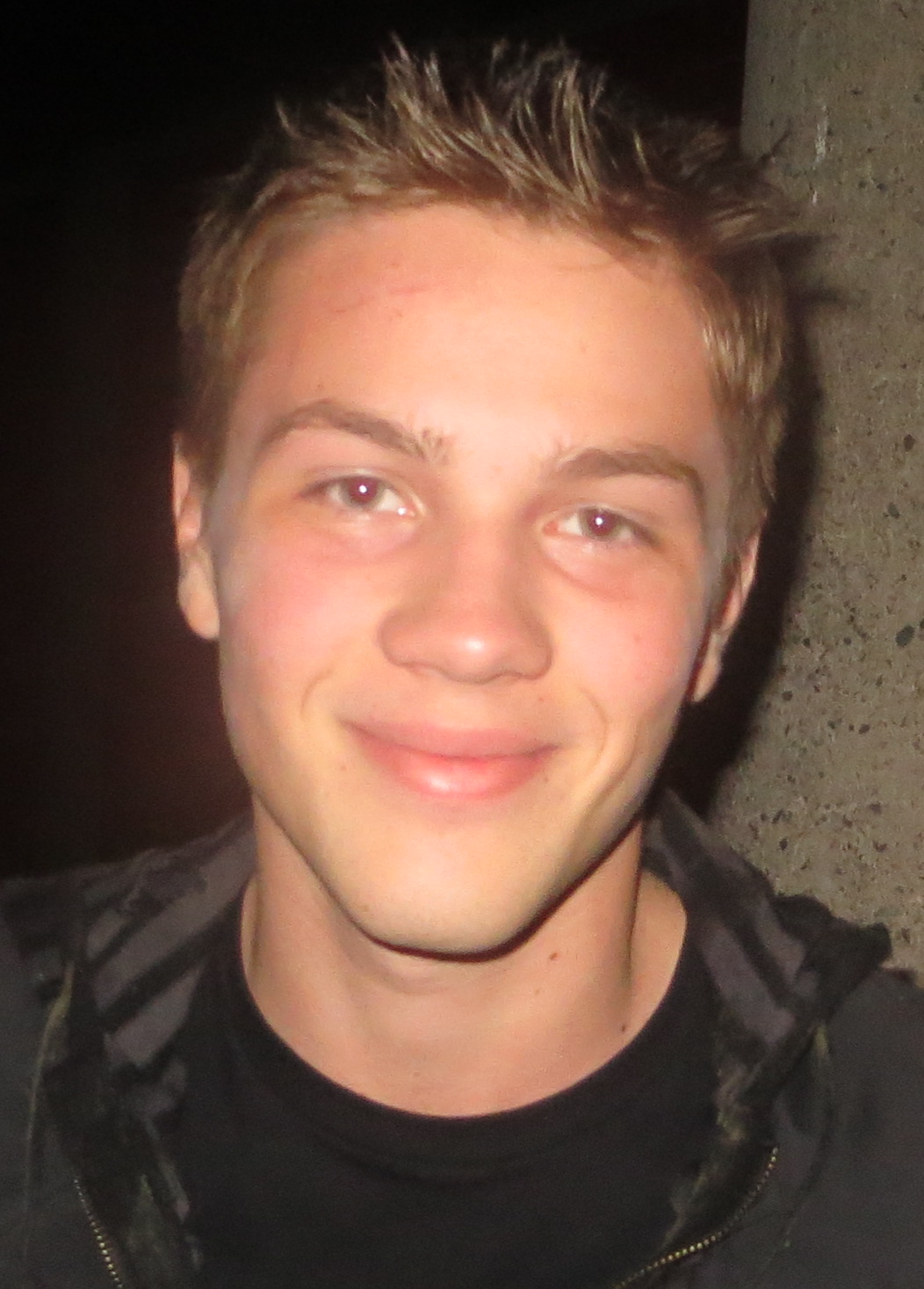
康納·傑斯普飾演泰勒·布蘭

2015年5月7日，ABC宣布續訂第2季，而故事將涉及青少年的性取向議題。7月16日，主創約翰·里德利與執行製作邁克爾·麥當勞透露第2季故事背景將設定於中西部，並講述涉及性向與學校制度差距之間的犯罪事件，內容將探討身理、性與社會邊緣的種族與信仰議題。

### 選角
2015年5月14日，宣布費莉希蒂·霍夫曼與提摩西·赫頓將會回歸第2季，並飾演不同角色。6月16日，宣布蕾吉娜·金恩也將回歸第2季飾演不同角色，並被提升為主要演員。6月22日，宣布艾爾維斯·諾拉斯可與理查·卡布萊都將回歸第2季。6月24日，宣布於第1季客串演出的莉莉·泰勒將於第2季擔任主要演員。7月16日，透露霍夫曼與赫頓於第2季將分別飾演私立菁英學校的女校長與籃球隊教練，而卡布萊則將一改過往形象，飾演一名沒有犯罪前科或幫派背景的好人。7月21日，宣布喬伊·波拉瑞加入第2季主演陣容，飾演一名來自工人階級家庭、領獎學金的籃球員艾瑞克·勒普頓（後更改姓氏為泰納）。隔日，宣布琥珀·戴維絲將出演第2季7集集數，並將與赫頓有多場對手戲。稍晚，宣布《隕落星辰》康納·傑斯普與新人安潔莉可·瑞維拉加入第2季演員陣容。傑斯普將飾演事件中心人物的少年泰勒·布蘭，而瑞維拉則將飾演足以改變被指控青年的人生的唯一證人艾薇。7月24日，宣布《鋼鐵人》法倫·泰賀將飾演當地學校的董事會主席里斯·巴希爾。7月31日，宣布《與我同行》安德烈·班傑明將飾演擁有權力及財力，試圖保護受醜聞纏身的兒子的邁克爾·拉克洛，與飾演泰莉的金恩有許多對手戲。8月3日，宣布崔佛·傑克森加入第2季主要演員陣容，飾演一名位處性侵醜聞事件中心人物，並為家庭帶來紛擾的菁英私校學生亞隆·拉克洛（後更名為凱文）。
2015年8月19日，宣布《007：惡魔四伏》史蒂芬妮·席格曼將飾演一名與學校系統產生價值觀衝突的印第安納波利斯公立學校的管理者莫妮卡·艾娃。8月26日，宣布《無恥之徒》艾蜜莉·柏格爾將飾演艾瑞克的母親萊拉·泰納。9月10日，宣布《廣告狂人》克里斯多福·史丹利將飾演與霍夫曼有感情戲的商人查爾斯。

### 拍攝
本季同樣於德州奧斯汀拍攝，並於2015年7月展開製作。

## 卡司

### 主要人物
| 演員              | 角色            | 介紹                                           | 登場 集數 |
| 費莉希蒂·霍夫曼   | 蕾斯莉·格雷漢姆 | 私立利蘭高中善於操縱的校長。                   | 10        |
| 提摩西·赫頓       | 丹·蘇利文       | 利蘭高中籃球隊教練。                           | 10        |
| 莉莉·泰勒         | 安·布蘭         | 泰勒的母親。                                   | 10        |
| 艾爾維斯·諾拉斯可 | 克里斯·狄克森   | 公立馬歇爾高中校長。                           | 9         |
| 崔佛·傑克森       | 凱文·拉克洛     | 利蘭高中學生，為籃球隊隊長。                   | 10        |
| 康納·傑斯普       | 泰勒·布蘭       | 馬歇爾高中學生，前利蘭高中學生，性侵害受害者。 | 10        |
| 喬伊·波拉瑞       | 艾瑞克·泰納     | 利蘭高中學生，籃球隊共同隊長。                 | 10        |
| 安潔莉可·瑞維拉   | 艾薇·唐明格茲   | 泰勒的女友，馬歇爾高中學生。                   | 8         |
| 蕾吉娜·金恩       | 泰莉·拉克洛     | 凱文嚴厲的母親。                               | 10        |

### 常設人物
| 演員                | 角色                | 介紹                                                  | 登場 集數 |
| 琥珀·戴維絲         | 史黛妃·蘇利文       | 蘇利文教練的妻子，利蘭高中御用攝影師。                | 7         |
| 理查·卡布萊         | 賽巴斯欽·迪·拉·托雷 | 白帽駭客。                                            | 5         |
| 法倫·泰賀           | 里斯·巴希爾         | 利蘭高中董事會主席。                                  | 6         |
| 艾蜜莉·柏格爾       | 萊拉·泰納           | 艾瑞克的母親，與柯特分居並協議離婚。                  | 8         |
| 克里斯多福·史丹利   | 查爾斯              | 一名商人，萊斯莉的情人。                              | 4         |
| 史蒂芬妮·席格曼     | 莫妮卡·艾娃         | 公立學校管理者之一。                                  | 3         |
| 安德烈·L·班傑明     | 邁克爾·拉克洛       | 凱文的父親，一名建築師。                              | 8         |
| 布倫特·安德森       | 柯特·泰納           | 艾瑞克的父親，與萊拉分居並協議離婚。                  | 9         |
| 琳恩·布雷克伯恩     | 凱咪·羅斯           | 地方媒體記者。                                        | 5         |
| 泰·多蘭             | 彼德·泰納           | 艾瑞克的弟弟，馬歇爾高中學生。                        | 8         |
| 雷·賀瑞拉           | 艾斯波西托          | 心理醫生。                                            | 5         |
| 邁克爾·塞茲         | 衛斯·巴克斯特       | 利蘭高中籃球員。                                      | 6         |
| 絲凱·亞瑟·凡·弗利特 | 貝卡·蘇利文         | 全名：蕾貝卡·蘇利文（Rebecca Sullivan），蘇利文夫婦的女兒，啦啦隊員。 | 9         |

## 集數
| 總集數 | 集數 （季） | 標題                                     | 導演          | 編劇              | 首播日期                                    | 美國收視人數 （百萬） |
| ------ | ----------- | ---------------------------------------- | ------------- | ----------------- | ------------------------------------------- | --------------------- |
| 12     | 1           | 第二季：第一集 Season Two: Episode One   | 約翰·里德利   | 約翰·里德利       | 2015年12月17日（網路） 2016年1月6日（電視） | 4.74                  |
| 13     | 2           | 第二季：第二集 Season Two: Episode Two   | 克萊蒙·佛戈   | 厄尼·潘戴許       | 2016年1月13日                               | 4.30                  |
| 14     | 3           | 第二季：第三集 Season Two: Episode Three | 葛瑞格·荒木   | 蘇奈·霍夫曼       | 2016年1月20日                               | 3.77                  |
| 15     | 4           | 第二季：第四集 Season Two: Episode Four  | 茱莉·賀伯特   | 柯克·A·摩爾       | 2016年1月27日                               | 3.63                  |
| 16     | 5           | 第二季：第五集 Season Two: Episode Five  | 瑞秋·莫里森   | 戴維·佩雷茲       | 2016年2月3日                                | 3.79                  |
| 17     | 6           | 第二季：第六集 Season Two: Episode Six   | 虞琳敏        | 史黛西·A·里托約翰 | 2016年2月10日                               | 3.32                  |
| 18     | 7           | 第二季：第七集 Season Two: Episode Seven | 約翰·里德利   | 約翰·里德利       | 2016年2月17日                               | 3.18                  |
| 19     | 8           | 第二季：第八集 Season Two: Episode Eight | 金柏莉·皮爾斯 | 凱斯·赫夫         | 2016年2月24日                               | 3.51                  |
| 20     | 9           | 第二季：第九集 Season Two: Episode Nine  | 詹姆斯·肯特   | 茱莉·賀伯特       | 2016年3月2日                                | 3.24                  |
| 21     | 10          | 第二季：第十集 Season Two: Episode Ten   | 妮可·卡索     | 黛安娜·孫         | 2016年3月9日                                | 3.70                  |

## 評價
《美式懸罪》第二季同樣獲得評論家的盛讚。於爛番茄整合的評論中，第二季獲得97%新鮮度、8.34/10分（35位評論家），該網站共識：「《美式懸罪》強烈的第二季以真實的情感注入複雜的主題故事，耐心地用平實的發展呈現故事的弧度。」於Metacritic整合的評論中，第2季獲得了85分（滿分100分；26位評論家），屬極佳的讚譽。〈娛樂周刊〉評比第二季為“2016年至今最佳10大電視節目”之一，於年底則評為“2016年前20大最佳電視節目”中之第12名。〈電視指南〉也評比第二季為“2016年至今最佳10大電視節目”中的第9名，於年底則評為“2016年前20大最佳電視節目”中之第19名。
演員方面除了費莉希蒂·霍夫曼、莉莉·泰勒與蕾吉娜·金恩屢獲獎項提名外，新生代演員康納·傑斯普與喬伊·波拉瑞的表現亦獲得影評人讚賞，〈TVLine〉更將傑斯普於本季第7集的詮釋列為「2016年最佳演出」中之一員。
評論家前十大電視節目排名
- No. 8　每日野獸
- No. 3　鹽湖城論壇報（英语：The Salt Lake Tribune）
- No. 5　蘇城報（英语：Sioux City Journal）
- No. 5　板岩雜誌（茱恩·湯瑪斯）
- No. 8　TVLine（英语：TVLine）（劇情類）
- No. 7　巴奇叔叔
- –　CNN
- –　環球郵報
- –　費城每日新聞（英语：Philadelphia Daily News）

## 收視
| 總集數 | 集數 | 標題               | 播出日期      | 收視／份額 （18–49歲） | 收視 （百萬） | DVR （18–49歲） | DVR收視 （百萬） | 加總 （18–49歲） | 總收視 （百萬） |
| ------ | ---- | ------------------ | ------------- | ---------------------- | ------------- | --------------- | ---------------- | ---------------- | --------------- |
| 12     | 1    | 第二季：第一集（Season Two: Episode One） | 2016年1月6日  | 1.2/4                  | 4.74          | 0.8             | 2.89             | 2.0              | 7.63            |
| 13     | 2    | 第二季：第二集（Season Two: Episode Two） | 2016年1月13日 | 1.1/4                  | 4.30          | 0.8             | 2.57             | 1.9              | 6.87            |
| 14     | 3    | 第二季：第三集（Season Two: Episode Three） | 2016年1月20日 | 1.0/3                  | 3.77          | 0.7             | 2.29             | 1.7              | 6.06            |
| 15     | 4    | 第二季：第四集（Season Two: Episode Four） | 2016年1月27日 | 0.9/3                  | 3.63          | 0.7             | 2.42             | 1.6              | 6.06            |
| 16     | 5    | 第二季：第五集（Season Two: Episode Five） | 2016年2月3日  | 0.8/3                  | 3.79          | 0.7             | 2.14             | 1.5              | 5.93            |
| 17     | 6    | 第二季：第六集（Season Two: Episode Six） | 2016年2月10日 | 0.9/3                  | 3.32          | 0.7             | 2.29             | 1.6              | 5.61            |
| 18     | 7    | 第二季：第七集（Season Two: Episode Seven） | 2016年2月17日 | 0.8/3                  | 3.18          | 0.7             | 2.17             | 1.5              | 5.35            |
| 19     | 8    | 第二季：第八集（Season Two: Episode Eight） | 2016年2月24日 | 0.9/3                  | 3.51          | 0.7             | 2.11             | 1.6              | 5.62            |
| 20     | 9    | 第二季：第九集（Season Two: Episode Nine） | 2016年3月2日  | 0.8/3                  | 3.24          | 0.7             | 2.16             | 1.5              | 5.40            |
| 21     | 10   | 第二季：第十集（Season Two: Episode Ten） | 2016年3月9日  | 0.9/3                  | 3.70          | 0.6             | 2.09             | 1.5              | 5.79            |
| 平均   | 平均 | 平均               | 平均          | 1.1                    | 3.94          | 0.7             | 2.31             | 1.6              | 6.03            |

## 獎項

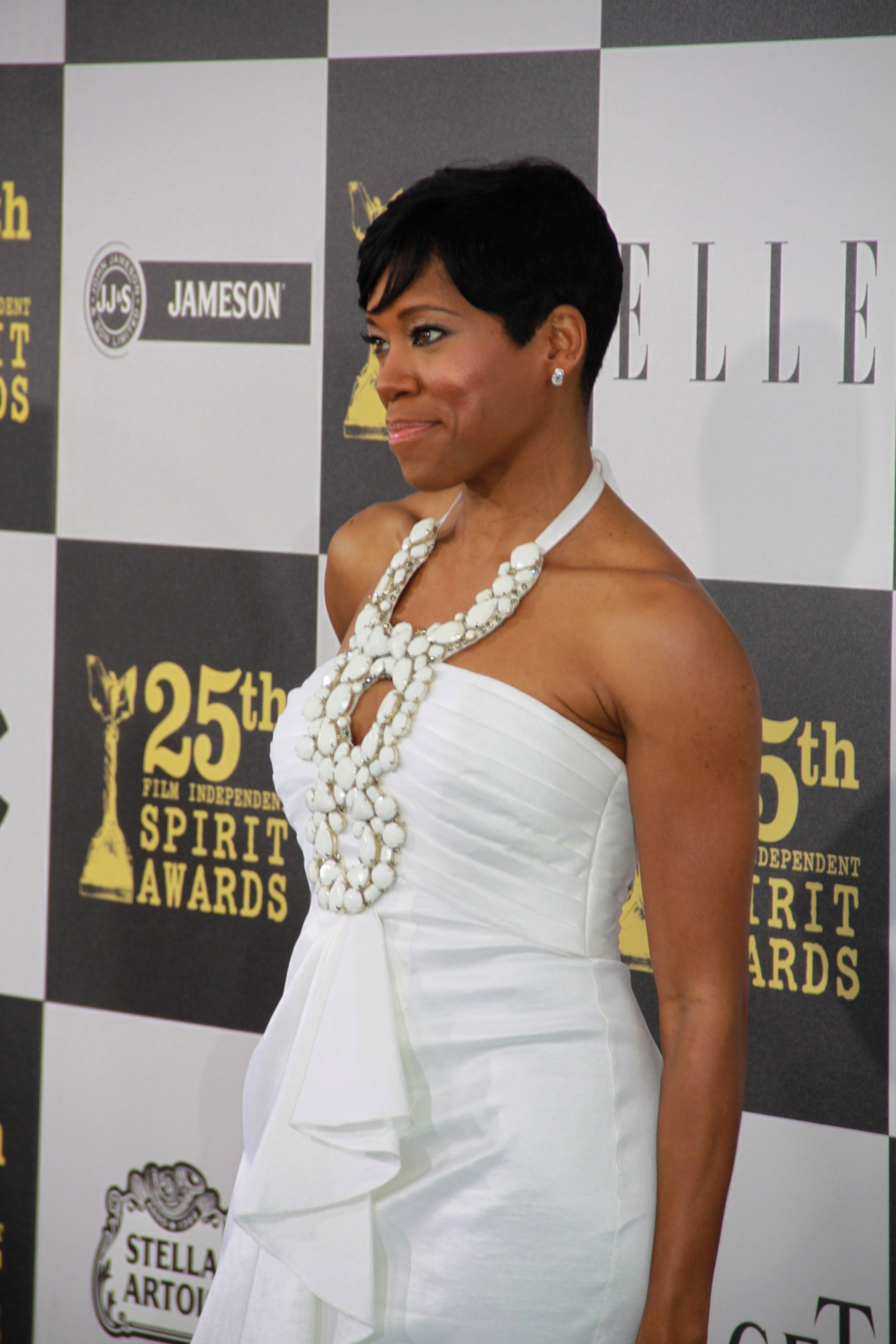
蕾吉娜·金恩蟬聯兩屆黃金時段艾美獎最佳有限劇集及電視電影女配角獎

| 年度 | 大獎                   | 獎項                                     | 入圍者                                  | 結果 |
| ---- | ---------------------- | ---------------------------------------- | --------------------------------------- | ---- |
| 2016 | 影集狂熱節             | 影集評論家協會獎                         | 影集評論家協會獎                        | 提名 |
| 2016 | Gold Derby電視獎       | 最佳電視電影／迷你劇獎                   | 最佳電視電影／迷你劇獎                  | 提名 |
| 2016 | Gold Derby電視獎       | 最佳電視電影／迷你劇女演員獎             | 費莉希蒂·霍夫曼                         | 提名 |
| 2016 | Gold Derby電視獎       | 最佳電視電影／迷你劇女演員獎             | 莉莉·泰勒                               | 提名 |
| 2016 | Gold Derby電視獎       | 最佳電視電影／迷你劇男配角獎             | 康納·傑斯普                             | 提名 |
| 2016 | Gold Derby電視獎       | 最佳電視電影／迷你劇男配角獎             | 喬伊·波拉瑞                             | 提名 |
| 2016 | Gold Derby電視獎       | 最佳電視電影／迷你劇女配角獎             | 蕾吉娜·金恩                             | 提名 |
| 2016 | Gold Derby電視獎       | 年度表現獎                               | 蕾吉娜·金恩                             | 提名 |
| 2016 | Gold Derby電視獎       | 年度表現突出獎                           | 康納·傑斯普                             | 提名 |
| 2016 | Gold Derby電視獎       | 年度表現突出獎                           | 喬伊·波拉瑞                             | 提名 |
| 2016 | 在線電影與電視協會獎   | 電視電影及有限劇集最佳女演員獎           | 費莉希蒂·霍夫曼                         | 提名 |
| 2016 | 在線電影與電視協會獎   | 電視電影及有限劇集最佳女演員獎           | 莉莉·泰勒                               | 提名 |
| 2016 | 在線電影與電視協會獎   | 電視電影及有限劇集最佳女配角獎           | 蕾吉娜·金恩                             | 提名 |
| 2016 | 黃金時段艾美獎         | 最佳有限劇集獎                           | 最佳有限劇集獎                          | 提名 |
| 2016 | 黃金時段艾美獎         | 最佳有限劇集及電視電影女主角獎           | 費莉希蒂·霍夫曼                         | 提名 |
| 2016 | 黃金時段艾美獎         | 最佳有限劇集及電視電影女主角獎           | 莉莉·泰勒                               | 提名 |
| 2016 | 黃金時段艾美獎         | 最佳有限劇集及電視電影女配角獎           | 蕾吉娜·金恩                             | 獲獎 |
| 2016 | 形象獎                 | 最佳黃金時段電視節目獎－電視類           | 最佳黃金時段電視節目獎－電視類          | 提名 |
| 2016 | Poppy Awards           | 有限劇集／電視電影類最佳男配角獎         | 康納·傑斯普                             | 提名 |
| 2016 | 評論家選擇電視獎       | 最佳電視電影或有限劇集女演員獎           | 費莉希蒂·霍夫曼                         | 提名 |
| 2016 | 評論家選擇電視獎       | 最佳電視電影或有限劇集女演員獎           | 莉莉·泰勒                               | 提名 |
| 2016 | 評論家選擇電視獎       | 最佳電視電影或有限劇集女配角獎           | 蕾吉娜·金恩                             | 獲獎 |
| 2016 | 衛星獎                 | 最佳劇情類影集獎                         | 最佳劇情類影集獎                        | 提名 |
| 2016 | 衛星獎                 | 最佳劇情類／體裁影集女演員獎             | 費莉希蒂·霍夫曼                         | 提名 |
| 2017 | 金球獎                 | 最佳電視有限劇集及電視電影獎             | 最佳電視有限劇集及電視電影獎            | 提名 |
| 2017 | 金球獎                 | 最佳電視有限劇集及電視電影女演員獎       | 費莉希蒂·霍夫曼                         | 提名 |
| 2017 | 美國演員工會獎         | 最佳電視電影及有限劇集女演員獎           | 費莉希蒂·霍夫曼                         | 提名 |
| 2017 | 有色人種促進協會形象獎 | 最佳電視電影、有限劇集及戲劇特輯獎       | 最佳電視電影、有限劇集及戲劇特輯獎      | 提名 |
| 2017 | 有色人種促進協會形象獎 | 電視電影、有限劇集及戲劇特輯最佳女演員獎 | 蕾吉娜·金恩                             | 獲獎 |
| 2017 | 黑膠卷獎               | 最佳電視電影或有限劇集獎                 | 最佳電視電影或有限劇集獎                | 提名 |
| 2017 | 黑膠卷獎               | 電視電影或有限劇集類最佳導演獎           | 約翰·里德利（集數：「第二季：第一集」） | 提名 |
| 2017 | 黑膠卷獎               | 電視電影或有限劇集類最佳劇本／編劇獎     | 約翰·里德利（集數：「第二季：第一集」） | 提名 |
| 2017 | 黑膠卷獎               | 電視電影或有限劇集類最佳男配角獎         | 安德烈·L·班傑明                         | 提名 |
| 2017 | 黑膠卷獎               | 電視電影或有限劇集類最佳女配角獎         | 蕾吉娜·金恩                             | 獲獎 |
| 2017 | 美國編劇工會獎         | 長篇原創系列－電視類                     | 全體編劇群                              | 提名 |
| 2017 | Cine Awards            | 最佳迷你劇集及有限劇集獎                 | 最佳迷你劇集及有限劇集獎                | 提名 |
| 2017 | Cine Awards            | 最佳迷你劇集及有限劇集男主角獎           | 提摩西·赫頓                             | 提名 |
| 2017 | Cine Awards            | 最佳迷你劇集及有限劇集女主角獎           | 費莉希蒂·霍夫曼                         | 提名 |
| 2017 | Cine Awards            | 最佳迷你劇集及有限劇集女主角獎           | 莉莉·泰勒                               | 提名 |
| 2017 | Cine Awards            | 最佳迷你劇集及有限劇集男配角獎           | 康納·傑斯普                             | 提名 |
| 2017 | Cine Awards            | 最佳迷你劇集及有限劇集女配角獎           | 蕾吉娜·金恩                             | 提名 |

## 海外播出
FOX Crime在2016年4月20日至6月22日間，逢星期三晚間8點於亞洲區首播。

## 外部連結
- 官方网站（英文）
- 《《美式懸罪》》各集列表 来自互联网电影数据库